# Селецька сільська рада (Народицький район)
Селецька сільська рада — колишня адміністративно-територіальна одиниця та орган місцевого самоврядування у Народицькому і Овруцькому районах Коростенської і Волинської округ, Київської й Житомирської областей Української РСР та України з адміністративним центром у с. Селець.

## Населені пункти
Сільській раді підпорядковувались населені пункти:
- с. Селець
- с. Булів

## Населення
Кількість населення ради станом на 1923 рік становила 2 522 особи, кількість дворів — 495.
Відповідно до результатів перепису населення СРСР, кількість населення ради станом на 12 січня 1989 року становила 1 402 особи.
Станом на 5 грудня 2001 року, відповідно до перепису населення України, кількість мешканців сільської ради становила 779 осіб.

## Склад ради
Рада складалась з 12 депутатів та голови.

### Керівний склад сільської ради
| ПІБ                       | Основні відомості                                                         | Дата обрання | Дата звільнення |
| ------------------------- | ------------------------------------------------------------------------- | ------------ | --------------- |
| Зайченко Марія Опанасівна | Сільський голова, 1949 року народження, освіта, позапартійна              | 26.03.2006   | 31.10.2010      |
| Карандюк Олег Васильович  | Сільський голова, 1962 року народження, освіта вища, член Партії регіонів | 31.10.2010   |                 |

Примітка: таблиця складена за даними джерела

## Історія
Створена 1923 року в складі сіл Булев, Розсохи та Селець Народицької волості Овруцького повіту Волинської губернії. 18 лютого 1923 року, відповідно до рішення Волинської ГАТК (протокол № 1 «Про об'єднання населених пунктів у сільради, зміну складу і центрів сільрад»), підпорядковано с. Ставок Народицької сільської ради. Станом на 17 грудня 1926 року в підпорядкуванні значився Селецький виселок, котрий на 1 жовтня 1941 року не перебував на обліку населених пунктів.
Станом на 1 вересня 1946 року сільська рада входила до складу Народицького району Житомирської області, на обліку в раді перебували села Булев, Розсохи та Селець.
28 квітня 1960 року, відповідно до рішення Житомирського облвиконкому № 470 «Про встановлення межі селища міського типу Народичі», с. Ставок зняте з обліку та включене до смуги смт Народичі. 5 липня 1965 року, відповідно до рішення Житомирського облвиконкому № 403 «Про зміни в адміністративно-територіальному поділі Бердичівського, Дзержинського, Любарського, Новоград-Волинського і Радомишльського районів та про об'єднання окремих населених пунктів області», с. Розсохи об'єднане із с. Селець.
На 1 січня 1972 року сільська рада входила до складу Народицького району Житомирської області, на обліку в раді перебували села Булев та Селець.
Ліквідована 17 листопада 2015 року через об'єднання до складу Народицької селищної територіальної громади Народицького району Житомирської області.
Входила до складу Наодицького (7.03.1923 р., 8.12.1966 р.) та Овруцького (30.12.1962 р.) районів.